# Prins Wilhelm af Sverige
Hans Kongelige Højhed Prins Wilhelm af Sverige, hertug af Södermanland (Carl Wilhelm Ludvig; født 17. juni 1884 på Tullgarn Slot syd for
Södertälje, død 5. juni 1965 på Stenhammars slot ved Flen i Södermanlands län) var prins af Sverige og Norge indtil 1905, derefter svensk prins.
Han var søn af Kong Gustav 5. og Dronning Victoria af Sverige.

## Erhverv
Prins Wilhelm er kendt som filmproducent, forfatter og journalist samt som deltager i ekspeditioner.

## Familie
I 1908-1914 var prins Wilhelm gift med den russiske storfyrstinde Maria Pavlovna (1890-1958). Hun var datter af storfyrst Pavel Aleksandrovitj af Rusland og prinsesse Alexandra af Grækenland. Hun var dermed barnebarn af tsar Aleksandr 2. af Rusland og kong Georg 1. af Grækenland samt oldedatter af kong Christian 9. af Danmark.
Wilhelm og Maria fik sønnen Prins Lennart (1909-2004). Indtil 1932 var Lennart hertug af Småland. Fra 1951 var han greve af Wisborg. Fra sin farmors slægtningene (storhertugerne af Baden) arvede Lennart slottet og øen Mainau i Bodensøen ved Konstanz i den tyske delstat Baden-Württemberg.

## Samboer
Fra 1914 til 1952 boede prins Wilhelm sammen med den franskfødte Jeanne de Tramcourt (1875-1952). Fra 1932 var hun kendt som "Værtinde på Stenhammar". Hun omkom ved en bilulykke.

## Anden verdenskrig
Efter mordet den 4. januar 1944 på Kaj Munk, bragte De frie Danske udtalelser fra flere indflydelsesrige skandinaver, herunder fra Prins Wilhelm.
Han blev efter krigen tildelt frihedskorset af kong Håkon 7. af Norge for "fremragende fortjenester for Norges sag"

## Hædersbevisninger og ordener
- Danmark: Ridder af Elefantordenen  (1907)
- Norge: Ridder af Den Norske Løve  (1904)